# Мухаметшин, Рафик Мухаметшович
Ра́фик Мухаме́тшович Мухаме́тшин (19 февраля 1955 года, Бурнак, Балтасинский район, Татарская АССР, СССР) — советский и российский историк. Доктор политических наук, профессор. Действительный член (академик) Академии наук Республики Татарстан. С 2006 года и по настоящее время — ректор Российского исламского университета.

## Биография
- В 1977 году окончил исторический факультет Казанского государственного университета.
- С 1977 года по 1984 год — младший научный сотрудник Института языка, литературы и истории имени Г. Ибрагимова Академии наук СССР.
- С 1992 года по 1995 год — старший сотрудник Института языка, литературы и истории имени Г. Ибрагимова.
- С 1996 года по 2006 год — заведующий отделом научно-методической работы Института Татарской энциклопедии Академии наук Республики Татарстан.
- С 2001 года — заведующий отделом общественной мысли и исламоведения Института истории Академии наук Республики Татарстан.
- С 2017 года по 2019 год — ректор Болгарской исламской академии
- С декабря 2006 года и по настоящее время — ректор Российского исламского университета.

## Научная деятельность
Основные направления научной деятельности Рафика Мухаметшина сосредоточены в области исламоведения. Р. М. Мухаметшин как ученый-исламовед широко известен научной общественности Республики Татарстан и России. Спектр его научных интересов обширен: история татарской общественной мысли, исламоведение и политические процессы в России и современном мире. Он автор около 120 научных трудов, включая 6 монографий общим объёмом более 100 п.л.
Под руководством Рафика Мухаметшина подготовлены более десятка докторов и кандидатов наук. Он является автором нескольких монографий, в том числе ставших фундаментальными «Татары и ислам в XX веке» (Казань, 2003) и «Ислам в общественной и политической жизни татар и Татарстана» (Казань, 2005). Р. М. Мухаметшин является членом авторских коллективов в целом ряде международных изданий. В 1997 году под его редакцией вышел сборник «L`islam de Russie» (Paris, 1997), в 2002 году Рафик Мухаметшин участвовал в написании монографии «Islam in Post-Soviet Russia. Public and private faces» (London and New York).
Рафик Мухаметшин принимал участие во многих международных научных конференций в Японии, США, Турции, Германии, Великобритании, Франции, Иране, Узбекистане.
Рафик Мухаметшин член двух докторских диссертационных Советов по истории, политологии и социологии. Член Экспертного Совета при Совете по делам религий при Кабинете Министров Республики Татарстан.

## Награды
- Медаль ордена «За заслуги перед Республикой Татарстан» (2018 год) — за многолетний плодотворный труд и особый вклад в развитие отечественной системы мусульманского религиозного образования[2].
- Медаль «За доблестный труд» (2015 год) — за большой вклад в подготовку высококвалифицированных специалистов, сохранение и развитие духовно-нравственных и культурных традиций татарского народа, плодотворную научную деятельность[3].
- Государственная премия Республики Татарстан в области науки и техники (2005 год) — за «Татарский энциклопедический словарь» на русском и татарском языках[4].
- Благодарность президента Республики Татарстан (2020 год)[5].
- Серебряная медаль Академии наук Республики Татарстан «За достижения в науке» (2015 год)[6].
- Благодарность Президента Российской Федерации (10 марта 2025 года) — за вклад в обеспечение деятельности Совета по взаимодействию с религиозными объединениями при Президенте Российской Федерации[7].